# Phyllomyias uropygialis
El mosquerito culirrufo  (Phyllomyias uropygialis), también denominado tiranuelo colirrufo o rabirrufo (en Colombia), atrapamoscas de rabadilla leonada (en Bolivia y Venezuela), moscareta de lomo leonado (en Perú), mosqueta rabadilla canela (en Argentina) o atrapamoscas leonada es una especie de ave paseriforme de la familia Tyrannidae  perteneciente al numeroso género Phyllomyias. Habita a lo largo de la cordillera de los Andes en América del Sur.

## Distribución y hábitat
Se distribuye muy localmente desde el oeste de Venezuela (Mérida), Colombia (al sur hasta Cundinamarca en la cordillera oriental, en Cauca y Nariño en la occidental), oeste y este de Ecuador, y faldeos orientales en el Perú (también tres registros en la ladera occidental), Bolivia (al sur hasta Tarija) y extremo noroeste de Argentina (norte de Salta).
Esta especie es considerada poco común y local en sus hábitats naturales, los bordes y claros adyacentes de bosques de alta montaña entre 1800 y 3100 m de altitud; generalmente más numeroso hacia el sur.

## Sistemática

### Descripción original
La especie P. uropygialis fue descrita por primera vez por el ornitólogo estadounidense George Newbold Lawrence en 1869 bajo el nombre científico Mecocerculus uropygialis; su localidad tipo es: «Ecuador, restringido posteriormente para Corazón, Pichincha».

### Etimología
El nombre genérico masculino «Phyllomyias» se compone de las palabras del griego «φύλλον» (phúllon) que significa ‘hoja’, y de la forma neolatina «myias» que significa ‘atrapamoscas’, a su vez derivado del griego  «μυῖα, μυῖας» (muĩa, muĩas) que significa ‘mosca’; y el nombre de la especie «uropygialis», proviene del latín medio «uropygium» que significa ‘rabadilla’.

### Taxonomía
Por mucho tiempo estuvo colocada en el género Tyranniscus, junto a Phyllomyias nigrocapillus y a P. cinereiceps. Es monotípica.
El género Phyllomyias como constituido actualmente puede ser polifilético; para definir los límites del género, se requieren análisis filogenéticos objetivos, utilizando características moleculares y anatómicas. Evidencias anatómicas sugieren que la presente especie, Phyllomyias fasciatus, Phyllomyias griseiceps y Phyllomyias weedeni forman un clado que puede no estar emparentado con otras del género, algunas de los cuales o todas posiblemente estarían mejor colocadas en un género resucitado Tyranniscus.